# Classe Abercrombie (monitore)
La classe Abercrombie fu una classe di monitori  della Royal Navy che servirono durante la prima guerra mondiale.

## Storia
Le quattro navi della classe furono create quando il fornitore dell'armamento principale della corazzata greca Salamis, che era in costruzione in Germania, non fu in grado di effettuare la consegna a causa del blocco britannico dei porti tedeschi. La compagnia in questione, la statunitense Bethlehem Steel, si offerse di vendere le quattro torrette con cannoni da 356 mm alla Royal Navy il 3 novembre 1914. La Royal Navy stava utilizzando obsolete corazzate pre-dreadnought per il bombardamento costiero in supporto dell'esercito in Belgio e il progetto per una nave da guerra con pescaggio minimo (conosciute come monitori) utilizzabile in quello scenario fu velocemente sviluppato e costruito per usare le torrette comprate. Le navi furono impostate e varate in sei mesi.
Le navi avevano una singola torretta binata, a prua di un albero a tripode, che era a sua volta a proravia dell'unico fumaiolo. L'armamento secondario consisteva in due cannoni da 76 mm, un singolo cannone antiaereo da 47 mm e due cannoni pom pom da 2 lb.
I monitori avevano uno scafo scatolare, con prua e poppa arrotondate, e avevano controcarene antisiluro. Per velocizzare la costruzione fu pensato di usare motori commerciali mercantili, che davano una potenza indicata di 1500 kW, pensati per una velocità massima di 10 nodi. Il progetto affrettato fece però che le navi fossero molto più lente della velocità di progetto, ad esempio i motori della Raglan producevano 1720 kW, ma la nave poteva raggiungere appena i 6,5 nodi.
Durante la progettazione e la costruzione le unità sarebbero dovute diventare la classe Styx, con nomi di personaggi americani della guerra di secessione: il generale Ulysses S. Grant, il generale Robert E. Lee, l'ammiraglio David Farragut e il generale Stonewall Jackson. Dato che gli Stati Uniti al tempo erano ancora neutrali, usare questi nomi sarebbe stato poco diplomatico e quindi furono poi chiamati da M1 a M4 in attesa di ricevere i nomi definitivi.
Il progetto includeva un idrovolante per il rilevamento degli obiettivi, ma fu scoperto che gli aerei basati a terra erano più comodi; come monitori, infatti, non avrebbero mai operato in mare aperto e stivare l'idrovolante sulla torretta obbligava alla rimozione del velivolo prima che i cannoni potessero fare fuoco.

## Navi
| Nome            | da | Costruttori                | Varo           | Destino finale                                                                                     |
| --------------- | --- | -------------------------- | -------------- | -------------------------------------------------------------------------------------------------- |
| HMS Abercrombie | James Abercrombie, comandante in capo delle forze britanniche durante la guerra franco-indiana            | Harland and Wolff, Belfast | 15 aprile 1915 | Radiata dopo l'armistizio e venduta per essere demolita nel 1927 a TW Ward di Inverkeithing.       |
| HMS Havelock    | Henry Havelock, comandante britannico durante i moti indiani del 1857                                     | Harland and Wolff, Belfast | 29 aprile 1915 | Venduta nel 1921 per essere demolita a TW Ward di Preston, demolita nel 1927                       |
| HMS Raglan      | FitzRoy Somerset, I barone Raglan, comandante in capo delle forze britanniche nella guerra di Crimea      | Harland and Wolff, Govan   | 29 aprile 1915 | Affondata durante la battaglia di Imbros nel gennaio 1918 dalla Yavuz Sultan Selim e dalla Midilli |
| HMS Roberts     | Frederick Roberts, I conte Roberts, comandante in capo delle forze britanniche nella seconda guerra boera | Swan Hunter, Wallsend      | 15 aprile 1915 | Usata come nave per l'addestramento, fu demolita nel 1936                                          |